# Ренан дос Сантос
Ренан дос Сантос (порт.-браз. Renan dos Santos; нар. 18 травня 1989, Ріо-де-Жанейро, Бразилія) — бразильський та болгарський футболіст, воротар клубу «Спорт» (Ресіфі).

## Клубна кар'єра

### «Ботафого»
У 2007 році виступав за «Ботафого» як основний воротар в юніорському кубку Сан-Паулу та молодіжному чемпіонаті Бразилії (U-20). Завдяки вдалим виступам на молодіжному рівні у 2008 році отримав можливість тренуватися з професіональною командою та підписати контракт з дорослою командою. У своєму першому сезоні на дорослому рівні Ренан не очікував отримати шанс проявити себе в першій команді, сподівався на роль третього воротаря, але від'їзд з Лесао де Лопес Маркоса Леандро та Роджера наблизилии його дебют, який відбувся 12 січня 2008 року у матчі кубку Перегріно проти норвезького «Стабека», в якому замінив основного воротаря Хуана Кастільйо.
Зіграв у двох матчах Ліги Каріока, Ренан мав новий виклик: через травму Кастільо у фіналі Кубка Ріо 2008 року, молодий воротар отримав шанс стати основним воротарем. Ренан вийшов у стартовому складі у матчі проти «Португеза Деспортос», діючого чвертьфіналіста Кубку Бразилії 2008 року. У поєдинку проти «Сан-Паулу» не зміг допомогти уникнути порзки (1:2), а в поєдинку Ліги Каріоки проти «Фламенгу» допоміг команді відстояти нульову нічию. У бразильській Серії А дебютував 11 травня 2008 року в поєдинку проти «Спорт Ресіфі» на Енженьян
Після приїзду воротаря Джефферсона став його дублером на вище вказаній позиції.
11 вересня 2013 року замінив у воротах Джефферсона, який перебував у складі збірної Бразилії, в поєдинку чемпіонату Бразилії проти Корінтіанса, який став 100-им для Ренана у футболці «Ботафого».
У 2015 році в Лізі Каріоки, оскільки Джефферсон отримав травму, зайняв місце першого воротаря і став володарем Кубку Гуанабари. У півфіналі чемпіонату штату «Ботафого» з рахунком 1:2 поступився «Флуміненсе», але вже в матчі-відповіді здобув перемогу з рахунком 2:1. Зустріч перейшла в післяматчеву серію, Ренан був героєм півфінального раунду «чорно-білих», реалізував свій удар та відби вирішальний удар гравця команди-суперника.

### «Аваї»
У 2016 році вирішив не продовжувати угоду з «Ботафого» та перейов в «Аваї». У команді швидко закріпився, отримав прізвисько «Стіна Аваї» та став улюбленцем місцевої команди. У сезоні 2016 року в бразильській Серії Б зіграв 38 матчів.
10 серпня 2016 року Ренан дав інтерв'ю, сказавши, що якби він не був воротарем, то став би волейболістом.

### «Лудогорець»
По завершенні терміну дії контракту вирішив не продовжувати його та спробувати свої сили за кордоном. 7 червня 2017 року підписав контракт з болгарським клубом «Лудогорець». Отримав футболку з 33-им ігровим номером. Швидко завоював місце основного воротаря. На початку січня 2017 року продовжив угоду з клубом на 3 роки, до червня 2022 року. У 2019 році, після приходу Пламена Ілієва, спочатку став другим воротарем команди, а після відновлення від важкої травми Владислава Стоянова почав грати ще рідше.

## Клубна статистика
Станом на 13 вересня 2020
| Клубні виступи    | Клубні виступи    | Клубні виступи    | Ліга  | Ліга | Кубок          | Кубок          | Континентальні   | Континентальні   | Інші  | Інші  | Загалом | Загалом | Загалом |
| Клуб              | Ліга              | Сезон             | Матчі | Голи | Матчі          | Голи           | Матчі            | Голи             | Матчі | Голи  | Матчі   | Голи    |         |
| Бразилія          | Бразилія          | Бразилія          | Ліга  | Ліга | Кубок Бразилії | Кубок Бразилії | Південна Америка | Південна Америка | Інші  | Інші  | Загалом | Загалом |         |
| ----------------- | ----------------- | ----------------- | ----- | ---- | -------------- | -------------- | ---------------- | ---------------- | ----- | ----- | ------- | ------- | ------- |
| «Ботафого»        | Серія A           | 2008              | 22    | 0    | 0              | 0              | —                | —                | 2     | 0     | 24      | 0       |         |
| «Ботафого»        | Серія A           | 2009              | 6     | 0    | 0              | 0              | —                | —                | 21    | 0     | 27      | 0       |         |
| «Ботафого»        | Серія A           | 2010              | 2     | 0    | 0              | 0              | —                | —                | 5     | 0     | 7       | 0       |         |
| «Ботафого»        | Серія A           | 2011              | 8     | 0    | 0              | 0              | 1                | 0                | 1     | 0     | 10      | 0       |         |
| «Ботафого»        | Серія A           | 2012              | 6     | 0    | 1              | 0              | 0                | 0                | 0     | 0     | 7       | 0       |         |
| «Ботафого»        | Серія A           | 2013              | 11    | 0    | 1              | 0              | —                | —                | 2     | 0     | 14      | 0       |         |
| «Ботафого»        | Серія A           | 2014              | 4     | 0    | 0              | 0              | 0                | 0                | 7     | 0     | 11      | 0       |         |
| «Ботафого»        | Серія Б           | 2015              | 5     | 0    | 2              | 0              | —                | —                | 9     | 0     | 16      | 0       |         |
| «Ботафого»        | Загалом           | Загалом           | 64    | 0    | 4              | 0              | 1                | 0                | 47    | 0     | 116     | 0       |         |
| «Аваї»            | Серія Б           | 2016              | 38    | 0    | 4              | 0              | —                | —                | 17    | 0     | 59      | 0       |         |
| «Аваї»            | Загалом           | Загалом           | 38    | 0    | 4              | 0              | 0                | 0                | 17    | 0     | 59      | 0       |         |
| Болгарія          | Болгарія          | Болгарія          | Ліга  | Ліга | Кубок Болгарії | Кубок Болгарії | Єврокубки        | Єврокубки        | Other | Other | Загалом | Загалом |         |
| «Лудогорець»      | Перша ліга        | 2016–17           | 9     | 0    | 3              | 0              | 0                | 0                | 0     | 0     | 12      | 0       |         |
| «Лудогорець»      | Перша ліга        | 2017–18           | 16    | 0    | 1              | 0              | 6                | 0                | 0     | 0     | 23      | 0       |         |
| «Лудогорець»      | Перша ліга        | 2018–19           | 19    | 0    | 1              | 0              | 10               | 0                | 1     | 0     | 31      | 0       |         |
| «Лудогорець»      | Перша ліга        | 2019–20           | 8     | 0    | 1              | 0              | 3                | 0                | 0     | 0     | 12      | 0       |         |
| «Лудогорець»      | Перша ліга        | 2020–21           | 5     | 0    | 0              | 0              | 2                | 0                | 1     | 0     | 8       | 0       |         |
| «Лудогорець»      | Загалом           | Загалом           | 57    | 0    | 6              | 0              | 21               | 0                | 2     | 0     | 86      | 0       |         |
| Усього за кар'єру | Усього за кар'єру | Усього за кар'єру | 159   | 0    | 14             | 0              | 22               | 0                | 66    | 0     | 261     | 0       |         |

1. ↑  Включаючи матчі Ліги Каріоки.
2. ↑  Матчі в Лізі Катаріненсе.
3. ↑  Включаючи матчі Суперкубку Болгарії.

## Особисте життя
8 травня 2018 року Ренан отримав болгарський паспорт.

## Досягнення
«Ботафого»
- Кубок Пілігрина
  -  Володар (1): 2008

- Кубок Гуанабара
  -  Володар (4): 2009, 2010, 2013, 2015

- Трофей Ріо
  -  Володар (4): 2008, 2010, 2012, 2013

- Ліга Каріока
  -  Чемпіон (2): 2010, 2013

- Серія Б Бразилії
  -  Чемпіон (1): 2015

«Лудогорець»
- Перша професіональна футбольна ліга
  -  Чемпіон (4): 2016/17, 2017/18, 2018/19, 2019/20

- Суперкубок Болгарії
  -  Володар (2): 2018, 2019